# Мисливий Володимир Андрійович
Мисливий Володимир Андрійович (9 вересня 1946, м. Кусари, Азербайджан) — доктор юридичних наук, професор, проректор з наукової роботи Ірпінської фінансово-юридичної академії.
У 1972 р. закінчив Харківський юридичний інститут.
У 1987 р. захистив дисертацію на здобуття наукового ступеня кандидата юридичних наук за темою «Боротьба органів внутрішніх справ з дорожньо-транспортними злочинами, пов'язаними із заподіянням шкоди пішоходам». У 2006 р. — доктора юридичних наук за темою: «Злочини проти безпеки дорожнього руху та експлуатації транспорту (кримінально-правове та кримінологічне дослідження)».
Вчене звання доцента присвоєно у 1994 р., професора — у 2001 р.
Професор кафедри інформаційного, господарського та адміністративного права (ІГАП) КПІ ім. Ігоря Сікорського, факультет соціології і права.

## Основні напрямки наукових досліджень
Коло наукових інтересів Мисливого В. А. складають кримінальне право, кримінологія, правоохоронна діяльність органів внутрішніх справ.
Тематика наукових досліджень: кваліфікація та розслідування злочинів проти безпеки дорожнього руху; кримінальна відповідальність за порушення правил безпеки на транспорті; попередження злочинів органами внутрішніх справ у сучасних умовах; кримінальна відповідальність за злочини, пов'язані з допуском до керування транспортними засобами осіб у стані сп'яніння.

## Науковий доробок
Мисливий В. А. — автор понад 125 наукових праць, серед яких: 10 видань науково-практичних коментарів Кримінального кодексу України (у співавторстві), монографії, 2 підручники з кримінального права (у співавторстві), 5 посібників та інших наукових видань. Під його керівництвом підготовлено 7 кандидатів наук.
Основні публікації:
- «Расследование дорожно-транспортных происшествий» (1989);
- «Борьба органов внутренних дел с дорожно-транспортными преступлениями, связанными с причиненим вреда пешеходам» (1990);
- «Кримінальна відповідальність за злочини, пов'язані з допуском до керування транспортними засобами осіб у стані сп'яніння» (1992);
- «Злочини проти безпеки дорожнього руху та експлуатації транспорту» (2004) та інші.

## Нагороди
- 1975 — нагрудний знак «Відмінник міліції»;
- 1979 — медаль «За бездоганну службу» ІІІ ступеня;
- 1987 — медаль «За бездоганну службу» ІІ ступеня;
- 1989 — медаль «За бездоганну службу» І ступеня;
- 1990 — медаль «Ветеран праці»;
- 1999 — нагрудний знак «За відзнаку в службі»;
- 2001 — премія МВС України «За розвиток науки, техніки та освіти» ІІ ступеня;
- 2001 — знак МОН України «Відмінник освіти України»;
- 2002 — нагрудний Почесний знак МВС України;
- 2002 — нагрудний знак «За відзнаку в службі» І ступеня;
- 2002 — премія Всеукраїнського фонду юридичної науки Академіка права В. В. Сташиса;
- 2003 — нагрудний почесний знак МВС України «Закон і честь»;
- 2004 — відзнака МВС України «За безпеку народу» ІІ ступеня;
- 2005 — відзнака МВС України «За безпеку народу» І ступеня.